# (2274) Ehrsson
(2274) Ehrsson (1976 EA) – planetoida z grupy pasa głównego asteroid okrążająca Słońce w ciągu 3,74 lat w średniej odległości 2,41 au. Odkryta 2 marca 1976 roku.